# (16809) Galápagos
(16809) Galápagos est un astéroïde de la ceinture principale.

## Description
(16809) Galápagos est un astéroïde de la ceinture principale. Il fut découvert en Allemagne le 21 octobre 1997 à l'observatoire de Starkenburg. Il présente une orbite caractérisée par un demi-grand axe de 2,64 UA, une excentricité de 0,638 et une inclinaison de 8,615° par rapport à l'écliptique.
Il fut nommé en référence aux îles Galápagos.

## Compléments